# Гальвес (Толедо)
Гальвес (ісп. Gálvez) — муніципалітет в Іспанії, у складі автономної спільноти Кастилія-Ла-Манча, у провінції Толедо. Населення — 3442 особи (2010).
Муніципалітет розташований на відстані близько 95 км на південний захід від Мадрида, 27 км на південний захід від Толедо.

## Демографія
Динаміка населення (INE ):

## Галерея зображень

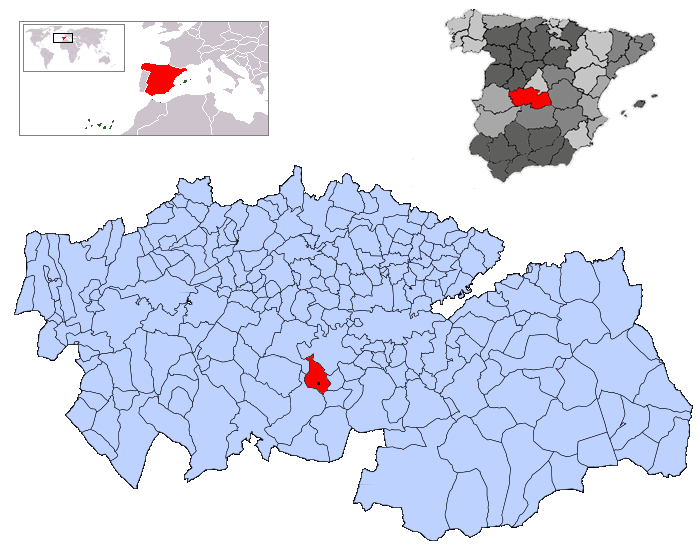
Розташування муніципалітету у провінції Толедо
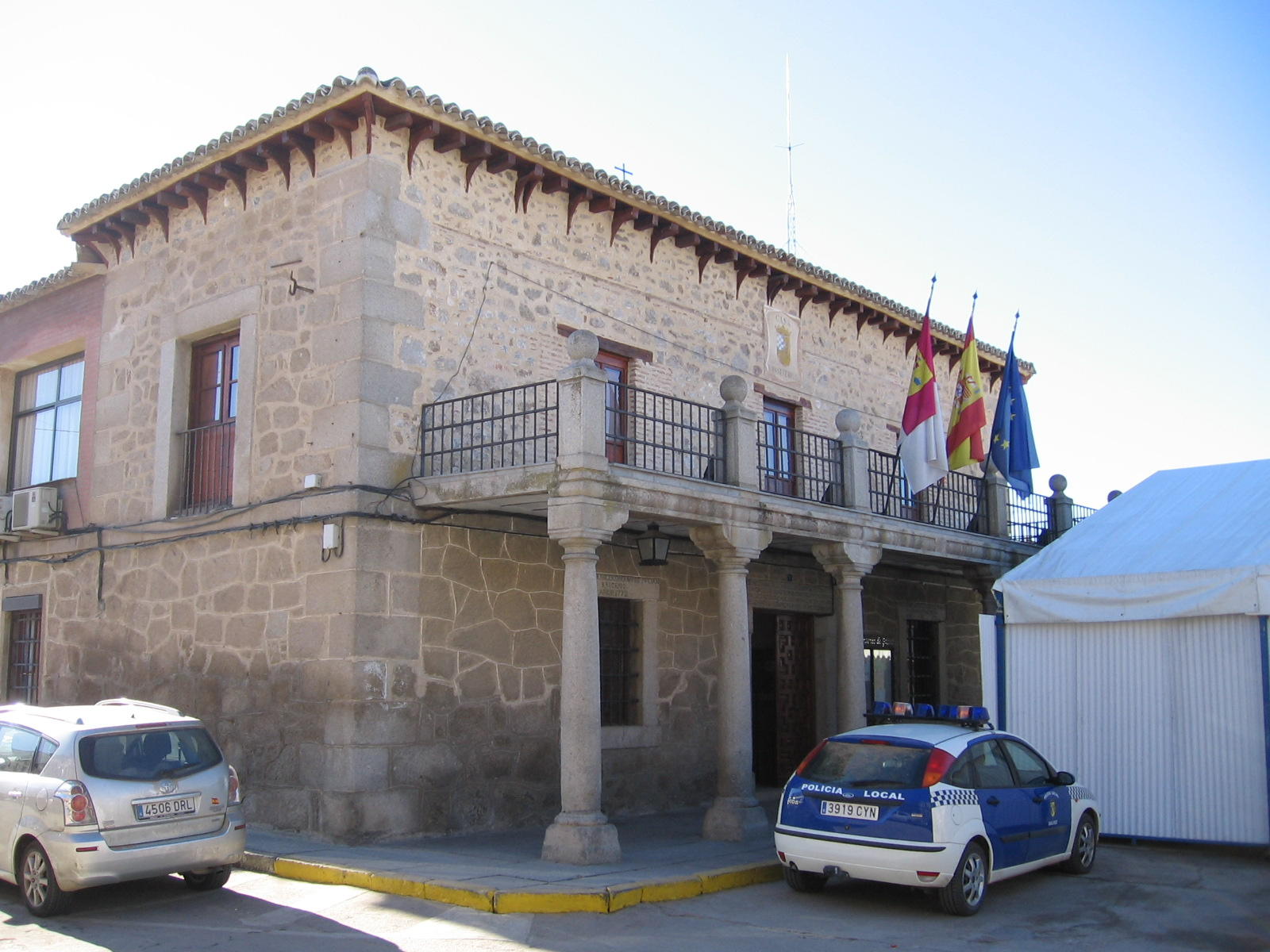
Муніципальна рада